# Teen Age Republicans
Die Teen Age Republicans (TARs) ist eine Jugendorganisation der Republikanischen Partei der Vereinigten Staaten. Sie richtet sich hauptsächlich an 16- bis 18-Jährige, aber auch einige Kinder im Alter von 14 bis 15 Jahren können beitreten. TARs sind einer der drei offiziellen „Jugendflügel“ des Republican National Committee, zusammen mit der Young Republican National Federation und den College Republicans.

## Geschichte
Die älteste aufgezeichnete TAR-Gruppe ist die von South Dakota, die 1960 gegründet wurde. Im Laufe der Jahre sind TARs in allen 50 US-Bundesstaaten und dem District of Columbia entstanden und haben mehrere zehntausend Mitglieder. Bei der jährlichen Teen Age Republican Leader Conference (TLC) treffen sich die Delegierten der TAR mit Mitgliedern des US-Repräsentantenhauses und des US-Senats. Bei diesen Veranstaltungen werden auch Preise und Auszeichnungen vergeben.